# Rosomak – L „ZSSW-30”
Rosomak – L  „ZSSW-30” ‒ prototyp polskiego, kołowego bojowego wozu piechoty wyprodukowany przez konsorcjum: lider Huta Stalowa Wola i Rosomak S.A. Zaprojektowany do zwalczania celów opancerzonych, obiektów i umocnień oraz wsparcia ogniowego pododdziałów. Systemy optoelektroniczne umożliwiają pracę w dzień i w nocy, w trudnych warunkach atmosferycznych i klimatycznych. Uzbrojeniem głównym jest armata automatyczna 30 mm, pozwalająca prowadzić ogień w trybach ciągłym i pojedynczym z wykorzystaniem różnych typów amunicji, w tym programowalnej. Uzbrojenie dodatkowe stanowi sprzężony z armatą uniwersalny karabin maszynowy UKM-2000C 7,62 mm oraz podwójna wyrzutnia przeciwpancernych pocisków kierowanych Spike-LR.

## Historia
Pierwszych pięć Rosomaków z wieżą ZSSW-30 zostało zbudowanych na podstawowej bojowej wersji KTO Rosomak i przekazanych wojsku w grudniu 2023. Weszły na wyposażenie 1 batalionu strzelców podhalańskich z Rzeszowa, wchodzącego w skład 21 Brygady Strzelców Podhalańskich. Wozy w tej wersji utraciły zdolność pływania w związku z większą masą wieży.

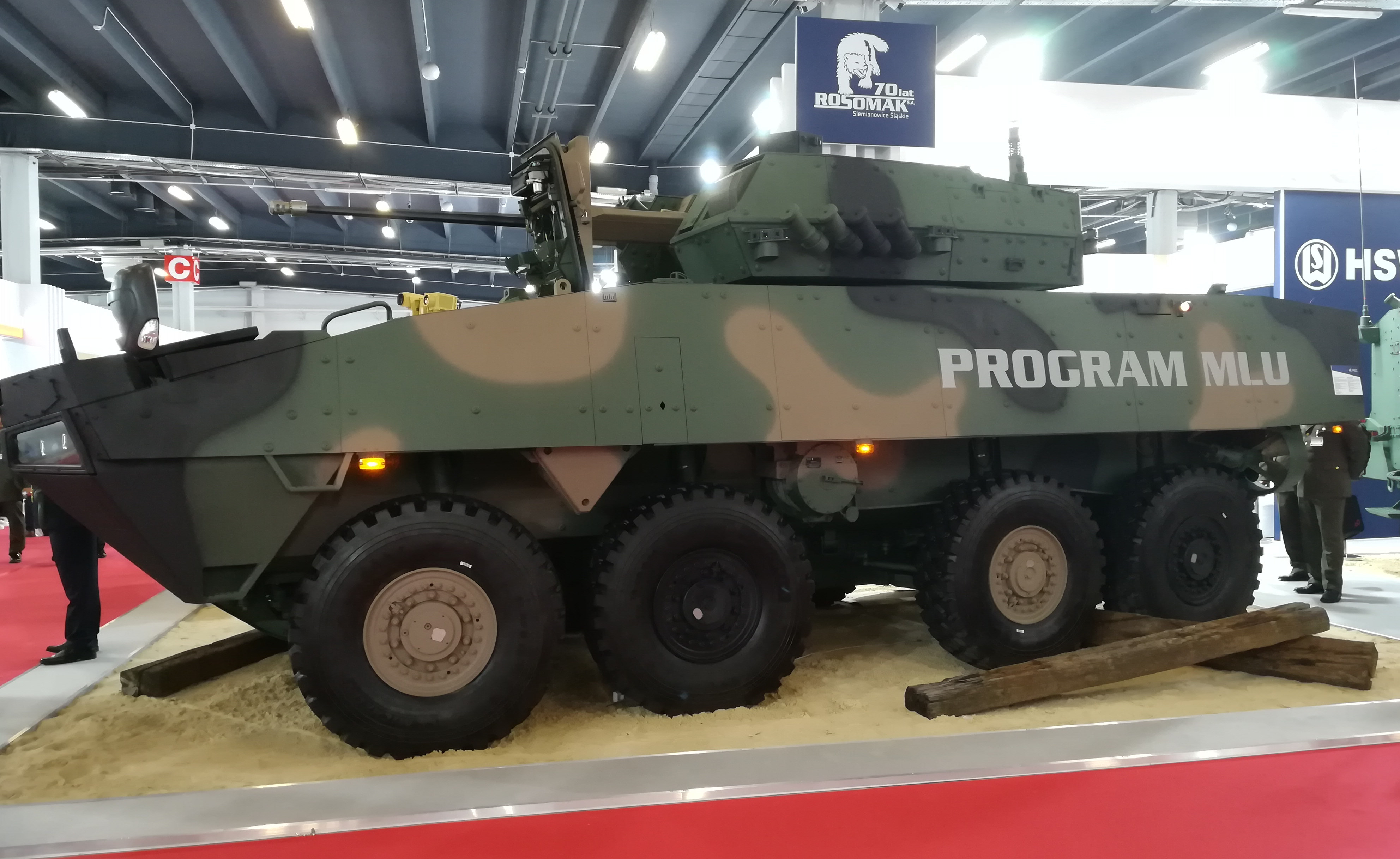
Rosomak – L ZSSW-30, widok strefy wydłużenia

Nowy wóz został skonstruowany na podwoziu Rosomaka – L (Long), powstałego w zakładzie Rosomak S.A., w ramach programu MLU – Life Upgrade, przystosowanym do integracji z wieżą ZSSW-30 i zapewniającym możliwość pokonywania przeszkód wodnych pływaniem. Do głównych różnic w porównaniu z wersją bazową należą: wydłużenie pojazdu o 40 cm i zwiększenie dopuszczalnej masy całkowitej do pływania z 22,5 do 25,5 ton, przy wzroście masy własnej pojazdu tylko o 300 kg. Wydłużenie kadłuba pojazdu zwiększyło jego kubaturę, co skutkuje wzrostem objętości przedziału desantowego o 1 m³ i pozwala na zwiększenie liczby przewożonych żołnierzy z sześciu do ośmiu. Zastosowano nowy układ napędowy z silnikiem Scania DC13 079A o mocy 405 kW/550 KM (z możliwością zwiększenia do 450 kW/612 KM) i automatyczną skrzynię przekładniową ZF 7HP 902 PLUS, oraz powiększono zbiorniki paliwa, co umożliwiło wydłużenie zasięgu operacyjnego.
W nowej konstrukcji poprawiono ergonomię i bezpieczeństwo poprzez m.in. modyfikację systemu oświetlenia, układu ogrzewania i klimatyzacji oraz hydraulicznie opuszczanej rampy w tylnej ścianie zamiast dwuskrzydłowych drzwi.
Zastosowanie nowego zewnętrznego pancerza kompozytowego zwiększyło wzrost odporności balistycznej do poziomu 4 A wg STANAG 4569 w zakresie 360º. Prototyp przeszedł w 2024 badania w Wojskowym Instytucie Techniki Pancernej i Samochodowej, obejmujące m.in. testy odporności na detonacje min z wynikiem pozytywnym.
Podpisana w dniu 17 grudnia 2024 umowa pomiędzy Agencją Uzbrojenia a konsorcjum złożonym z Huty Stalowa Wola S.A. oraz Rosomak S.A. zakłada dostawę w latach 2027–2028 partii 80 zestawów zmodernizowanych kołowych wozów bojowych Rosomak – L z wieżami ZSSW-30.